# Bourg-l’Évêque
Bourg-l'Évêque – miejscowość i gmina we Francji, w regionie Kraj Loary, w departamencie Maine i Loara.
Według danych na rok 2010 gminę zamieszkiwało 221 osób, a gęstość zaludnienia wynosiła 41 osób/km².